# Vulcano (Band)
Vulcano ist eine brasilianische Metal-Band, die im Jahr 1981 in Santos, São Paulo unter dem Namen Astaroth gegründet wurde. Sie gilt als einer der ersten brasilianischen Vertreter im extremen Metal-Bereich.

## Geschichte
Die Band wurde im Jahr 1981 von Bassist (später auch Gitarrist) Zhema Rodero, Gitarrist Paulo Magrão und Bassist Carli Cooper unter dem Namen Astaroth gegründet. Im Jahr 1983 wurde eine erste 7″-Single mit dem Namen Om Pushne Namah veröffentlicht. Die Texte waren hier noch in Portugiesisch gehalten und die Musik entsprach dem Heavy Metal. Es folgten einige selbst organisierte Auftritte und mit Devil on My Roof ein erstes Demo im Jahr 1984, mit dem sich Vulcano stilistisch dem Extreme Metal zuwandten. Weitere regionale Auftritte in São Paulo und Änderungen in der Besetzung fanden statt. Im Jahr 1985 veröffentlichte die Band das Live-Album Live!. Es wurde im August in Americana aufgenommen. Es war das erste Live-Album aus dem Metal-Genre, das in Brasilien veröffentlicht wurde. Auf dem Album waren Bassist Zhema Rodero, die Gitarristen Soto Jr und Zé Flávio, Schlagzeuger Laudir Piloni und Sänger Angel zu hören.
In dieser Aufstellung wurde auch das erste Studioalbum Bloody Vengeance im Jahr 1986 veröffentlicht. In den Folgejahren veröffentlichte die Band mit Anthropophagy (1987), Who are the True (1988) und Ratrace (1990) drei weitere Alben. Nach der Veröffentlichung von Ratrace begab sich die Band in eine Pause und spielte währenddessen nur noch einige, wenige Auftritte zusammen. Während der Pause veröffentlichte das Label Cogumelo Records die bisher erschienenen Alben neu. Die Band fand erst im Jahr 2000 wieder zusammen.
Im Dezember 2001 wurde der Tod von Gitarrist Soto Jr. bekanntgegeben. Im Jahr 2003 nahm die Band ein neues Album mit dem Namen Tales from the Black Book auf. Bassist war dabei Zhema Rodero, Angel übernahm den Posten des Sängers, Arthur Vasconcelos war Schlagzeuger, André Martins und Cláudio Passamani spielten die E-Gitarren. Das Album wurde im Februar 2004 veröffentlicht.
Im Jahr 2005 änderte sich die Besetzung erneut. Sie setzte sich nun folgendermaßen zusammen: Zhema Rodero (E-Gitarre), Angel (Gesang), Arthur Justo (Schlagzeug), Carlos Diaz (E-Bass) and Fernando Nonath (E-Gitarre). Im Jahr 2006 veröffentlichten sie das Split-Album Thunder Metal, das zusammen mit der schwedischen Band Nifelheim aufgenommen wurde.
Im Jahr 2009 wurde über Cogumelo Records das Album Five Skulls and One Chalice veröffentlicht. Auf dem Album war Sänger Luiz Carlos Louzada zu hören, welcher bereits zuvor bei Vulcano tätig war, sodass zwei Sänger auf dem Album zu hören waren.
Anfang 2010 verließ Sänger Angel die Band, sodass Luiz Carlos Louzada fester Sänger wurde. Des Weiteren bestand die Band aus Arthur Justo (Schlagzeug), Zhema Rodero (E-Gitarre), Fernando Nonath (E-Gitarre) und Carlos Diaz (E-Bass).

## Stil
Die Musik der Band wird als eine Mischung aus Black- und Thrash-Metal beschrieben. Die Liedstrukturen sind einfach gehalten, wobei die Lieder einen aggressiven und schnellen Charakter aufweisen. Vulcano wird mit Bands wie Protector, Messiah und Bulldozer verglichen.

## Diskografie
- Om Pushne Namah (Single, 1983, Eigenveröffentlichung)
- Devil on My Roof (Demo, 1984, Eigenveröffentlichung)
- Live! (Live-Album, 1985, Lunário Perpétuo)
- Bloody Vengeance (Album, 1986, Rock Brigade)
- Anthropophagy (Album, 1987, Rock Brigade)
- Who are the True? (Album, 1988, Cogumelo Records)
- Ratrace (Album, 1990, Metalcore Records)
- Tales from the Black Book (Album, 2004, Renegados Records)
- Thunder Metal (Split-Album mit Nifelheim, 2006, I Hate Records)
- Five Skulls and One Chalice (Album, 2009, Cogumelo Records)
- Drowning in Blood (Album, 2011, Renegados Records)
- The Man The Key The Beast (Album, 2013, Renegados Records)
- Wholly Wicked (Album, 2014, Renegados Records)